# 平山镇 (平南县)
平山镇，是中华人民共和国广西壮族自治区贵港市平南县下辖的一个乡镇级行政单位。

## 行政区划
平山镇下辖以下地区：
平山社区、古松村、七新村、僚秀村、南思村、太平村、六峡村、慈边村、荣路村、翰冲村、登明村、盛富村、四灵村、榄垌村和八桂村。